# Xtra HOT
Xtra HOT, el cual inició sus transmisiones en 2005, es un canal de televisión por cable israelí, que forma parte de la compañía de cable HOT. Transmite series de televisión, así como talk shows.
El canal transmite varios programas norteamericanos famosos, tales como Lost, 24, CSI, Veronica Mars, Rome, El Aprendiz, Rescue Me, American Dad, y Late Show with David Letterman, entre otros.
- Datos: Q2920677